# Douglas F. Stotz
Douglas Forrester Stotz (* 6. Juni 1956) ist ein US-amerikanischer Ornithologe und Naturschutzökologe. Seine Forschungsschwerpunkte gelten der Evolutionsbiologie, der Artenvielfalt und dem Endemismus von Vögeln in der Neotropis, der Vogelgemeinschaftsökologie, der Ökomorphologie, der Biogeographie und dem Artenschutz.

## Leben
1978 erlangte Stotz den Bachelor of Science an der University of Arizona. 1990 wurde er mit der Dissertation Foraging behavior and morphology in the avian genus Myrmotherula unter der Leitung von Scott M. Lanyon zum Ph.D. in Evolutionsbiologie an der University of Chicago promoviert. 
Stotz ist leitender Naturschutzökologe am Keller Science Action Center des Field Museum of Natural History in Chicago, wo er die Umwelt- und Naturschutzprogramme betreut. Seine Feldstudien über Vögel führten ihn durch den größten Teil von Mexiko und nach Südamerika, insbesondere nach Brasilien, Bolivien und Peru. In den Vereinigten Staaten hat er Forschungen zur Ökologie von Vögeln in Arizona, Florida und Illinois durchgeführt. In Illinois konzentrierte sich seine Forschung auf den Vogelzug und die Brutvögel entlang des Chicagoer Seen, am Lake Calumet, in der Palos-Region im Cook County und in der Midewin National Tallgrass Prairie.
1996 veröffentlichte Stotz gemeinsam mit John W. Fitzpatrick, Theodore Albert Parker III und Debra K. Moskovits das Buch  Neotropical Birds: Ecology and Conservation, in dem die Verbreitung von Vögeln und ökologische Muster analysiert werden, um Prioritäten für Naturschutzmaßnahmen in der neotropischen Region zu setzen. 
1991 beschrieb Stotz gemeinsam mit Scott M. Lanyon und David E. Willard den Mato-Grosso-Bodenameisenwürger (Clytoctantes atrogularis). 1997 beschrieb er gemeinsam mit John W. Fitzpatrick den Zimtgesicht-Laubtyrann (Phylloscartes parkeri).

## Dedikationsnamen
Bret M. Whitney und Mario Cohn-Haft benannten im Jahr 2013 den Aripuanaameisenfänger (Herpsilochmus stotzi) zu Ehren von Douglas F. Stotz, der die Art 1986 entdeckt hatte.